# Ivanjane
Ivanjane (bulgariska: Иваняне) är ett distrikt i Bulgarien.   Det ligger i kommunen Stolitjna Obsjtina och regionen Sofija-grad, i den västra delen av landet, 11 km väster om huvudstaden Sofia.
Runt Ivanjane är det i huvudsak tätbebyggt. Runt Ivanjane är det tätbefolkat, med 849 invånare per kvadratkilometer.